# Нев'яно-дельї-Ардуїні
Нев'яно-дельї-Ардуїні (італ. Neviano degli Arduini) — муніципалітет в Італії, у регіоні Емілія-Романья,  провінція Парма.
Нев'яно-дельї-Ардуїні розташований на відстані близько 350 км на північний захід від Рима, 85 км на захід від Болоньї, 25 км на південь від Парми.
Населення — 3714 осіб (2014).

## Демографія
Населення за роками:

Станом на 1 січня 2023 року в муніципалітеті офіційно проживав 361 іноземець з 35 країн, серед них 66 громадян країн Євросоюзу та 20 громадян України.

## Сусідні муніципалітети
- Каносса
- Лангірано
- Лезіньяно-де'-Баньї
- Паланцано
- Тіццано-Валь-Парма
- Траверсетоло
- Ветто